# Lampsilis siliquoidea
Lampsilis siliquoidea är en musselart som först beskrevs av Barnes 1823.  Lampsilis siliquoidea ingår i släktet Lampsilis och familjen målarmusslor. IUCN kategoriserar arten globalt som livskraftig. Inga underarter finns listade i Catalogue of Life.

## Bildgalleri

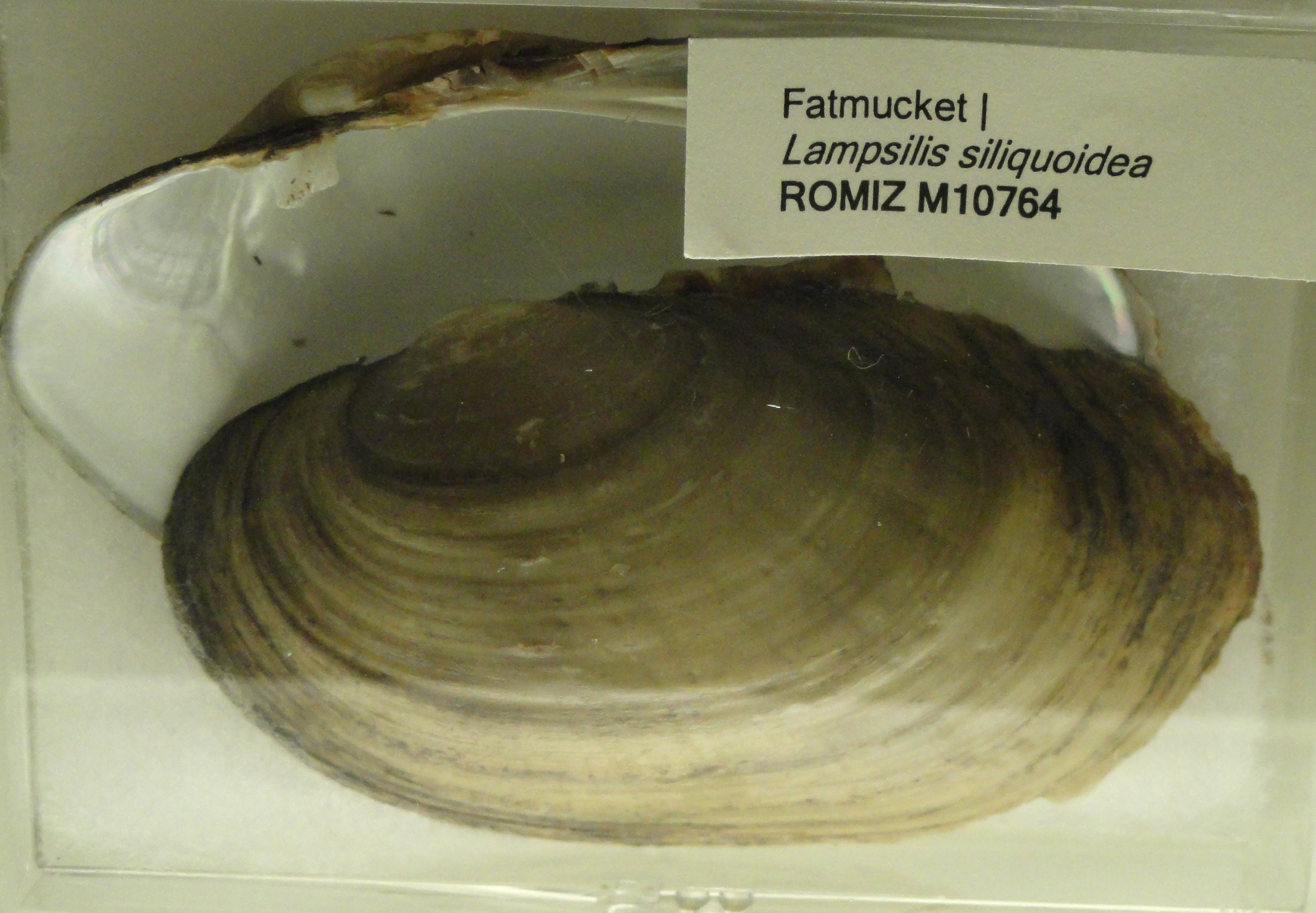